# Ру, Жан
Жан Ру (5 марта 1876, Женева — 1 декабря 1939, Базель) — швейцарский герпетолог.

## Биография
Он учился в Женевском университете, закончил докторскую диссертацию в 1899 году. Его ранние исследования включали исследования простейших и последипломную работу в Берлине, он стал куратором в музее естественной истории в Базеле. Здесь он провёл анализ герпетологических образцов, собранных Фрицем Мюллером, его предшественником в Базеле.
В 1907-1908 годах вместе с Хуго Мертоном он проводил научные исследования на островах Ару и Кей, а в 1911—1912 годах с Фрицем Саразином он посетил Новую Каледонию и острова Луайоте. В результате последней экспедиции он опубликовал с Саразином крупную работу под названием «Новая Каледония». Исследования в Новой Каледонии и на островах Луфйоте». С 1904 по 1939 год он написал более 35 научных работ по герпетологическим темам, в частности тщательно изучил коллекции рептилий и амфибий из Африки, Южной Америки, Индонезии, Новой Гвинеи и других частей мира. Впервые он описал около 25 видов сцинков, ящериц и змей. Позднее он писал также о ракообразных, рыбах и млекопитающих.
В 1934 году Хайни Хедигер назвал в честь Ру вид сцинка из Новой Ирландии Lipania rouxi.

## Труды
- Les Reptiles de la Nouvelle-Caledonie et des Îles Loyalty (с Фрицем Саразином), 1913
- Nova Caledonia. Forschungen in Neu-Caledonien und auf den Loyalty-Inseln. Recherches scientifiques en Nouvelle-Calédonie et aux iles Loyalty. A. Zoologie (1913) A. Zoologie, Band I.
- Nova Caledonia. Forschungen in Neu-Caledonien und auf den Loyalty-Inseln. Recherches scientifiques en Nouvelle-Calédonie et aux iles Loyalty. A. Zoologie (1915) A. Zoologie, Band II.
- Mollusques terrestres de la Nouvelle-Calédonie et des îles Loyalty. CW Kreidel, 1923. (совместно с Филиппе Дауценбергом и Фрицем Саразином)
- Crustacés décapodes d'eau douce de la Nouvelle-Calédonie par Jean Roux. CW Kreidel, 1926.